# Pannaria elatior
Pannaria elatior är en lavart som beskrevs av Stirt. Pannaria elatior ingår i släktet Pannaria och familjen Pannariaceae.   Inga underarter finns listade i Catalogue of Life.